# پست مجارستان
پست مجارستان یا مادیار پُشتا (مجاری: Magyar Posta) در سال ۱۸۶۷ تأسیس شده‌است.